# Plasticità tissutale
La plasticità tissutale è una caratteristica fisica dei tessuti biologici grazie alla quale essi riescono ad adattarsi agli stimoli che provengono dall'ambiente circostante.

## Caratteristiche
I tessuti biologici sono dotati di proprietà tali da reagire in vari modi ai fattori esterni. Tali proprietà sono massime quando i tessuti sono in crescita (pur non cessando mai completamente): essi possono infatti mutare le loro caratteristiche morfologiche e funzionali a seconda degli stimoli ai quali vengono volutamente o no sottoposti. Un esempio nel regno animale può essere rappresentato dal fenomeno dello spostamento di uno degli occhi delle sogliole allorché esse si adagiano sul fondo del mare ed in conseguenza del quale entrambi gli organi vengono a trovarsi sullo stesso lato dell'animale migliorandone le capacità visive. In questo caso si tratta di una plasticità "programmata" ovvero facente parte delle caratteristiche proprie dell'organismo. Nel regno vegetale è ben conosciuto il fatto che molte piante si adattano agli oggetti che si trovano nelle loro vicinanze in modo "non programmato", modificando cioè la forma ad esempio del tronco o dei rami. Se però niente ostacola la loro crescita non vi è alcuna modificazione particolare della forma.
È grazie a questa proprietà dei tessuti che si può porre rimedio a taluni difetti congeniti specialmente se si procede durante l'età dello sviluppo (quando cioè i tessuti sono ancora in crescita): per esempio difetti nell'allineamento dei denti possono essere facilmente e definitivamente corretti mediante l'uso di apposite protesi da applicare per periodi di tempo limitati.

## Misurazione
La teoria sulla plasticita contempla necessariamente la misurazione quantitativa di tale caratteristica anche al fine di una valutazione qualitativa corretta delle variazioni funzionali nel tempo, di un organo, di un apparato, o di un organismo dovute all'intrinseca plasticità. Ad esempio per il cervello umano si teorizza che tali variazioni, quantitativamente, si possano stimare in bit (si ricorda che l'originale architettura a "diodi" dei primi computer era basta sul modello neuronale umano). Al contrario si utilizzano i numeri naturali per le altre valutazioni somatometriche.